# Омікрон2 Ерідана
40 Еріда́на або омікрон² Еріда́на — близька до Землі потрійна зоряна система в сузір'ї Ерідана. Розташована на відстані 16,45 св. р. (5,04 пк) від Сонця.
1783 року Вільям Гершель вперше розрізнив пару 40 Ерідана BC. Потім пару спостерігали Вільгельм Струве 1825 року і Отто Струве 1851 року.

## Характеристики

### 40 Ерідана A
Найяскравіший компонент системи 40 Ерідана A — помаранчевий карлик спектрального класу K1V, видно неозброєним оком. Металічність зірки [Fe/H] дорівнює −0,19, що становить 65 % металічності Сонця. Вік — 5,6 млрд років.
Традиційна назва зорі 40 Ерідана A — Кеїд.

#### 40 Ерідана A b
2017 року на конференції з екстремально точних вимірювань променевих швидкостей у Пенсільванії Матіас Діас (Matías Díaz) з університету Чилі вказав на наявність у 40 Ерідана A сигналу з періодом близько 42,37 доби, який може викликати вплив планети масою 8 мас Землі з великою піввіссю орбіти 0,21 а. о. Не виключено, що періодичні коливання пов'язані з зоряною активністю помаранчевого карлика, період обертання якого навколо осі оцінюють у 38 діб, що досить близько до спостережуваного періоду коливань.
За розрахунками вчених із Флоридського університету суперземля 40 Ерідана A b масою 8,47 ± 0,47 маси Землі міститься ближче до материнської зорі, ніж зона, придатна для життя. Планета має температурний режим Меркурія.
Планета обертається навколо материнської зорі за 42,38 ± 0,01 доби, ексцентриситет орбіти — 0,04 +0,05/−0,03.

### 40 Ерідана BC
Пара 40 Ерідана BC обертається навколо головної зорі системи 40 Ерідана А за 8 тис. років на відстані 400 а. о.

#### 40 Ерідана B
40 Ерідана B — білий карлик, що визначено 1910 року. Це третій відкритий білий карлик після Сіріуса B та Проціона B та перший білий карлик, виявлений у потрійній зоряній системі. Зоряна величина +9,52m. Хоча температура його поверхні досягає 17 000 °C, світність виявилася дуже слабкою, оскільки діаметр зорі менший, ніж у Землі (0,0136 ± 0,00024 радіуса Сонця). Маса білого карлика — 0,501 ± 0,011 маси Сонця. Масу та радіус 40 Ерідана B вчені перевизначили після вимірювання відстані до неї за допомогою супутника Гіппаркос.

#### 40 Ерідана C
40 Ерідана C — червоний карлик спектрального класу M4,5 Ve масою 0,2 маси Сонця та радіусом 0,31 радіуса Сонця. Належить до класу зір, що спалахують, і має позначення DY Ерідана. Період обертання 40 Ерідана C навколо білого карлика становить 252,1 року, велика піввісь орбіти — близько 35 а. о., нахил (i) — 108,9 °, ексцентриситет (e) — 0,41.

## Планетна система
2018 року виявлено планету з мінімальною масою 8,47 ± 0,47 маси Землі, що обертається навколо помаранчевого карлика 40 Ерідана A. Планета має період обертання 42 доби і розташована значною мірою за внутрішньою межею зони, придатної для життя, отримуючи в 9 разів більше зоряного потоку, ніж Земля. Диск помаранчевої зорі 40 Ерідана A на небі планети 40 Ерідана A b приблизно втричі більший, ніж диск Сонця на небі Землі. Білий карлик 40 Ерідана В і червоний карлик 40 Ерідана С на небі суперземлі 40 Ерідана A b видно як дві дуже яскраві зорі: білу (−7,6m) і червону (−6m).

## Найближче оточення зорі
На відстані в межах 10 св. р. від 40 Ерідана розташовані такі зоряні системи:
| Зоря                                   | Спектральний клас | Відстань, св. р. |
| LP 656-38                              | M3,5 V            | 3,8              |
| BD-03 1123                             | M1,5 V            | 6,2              |
| ε Ерідана                              | K2 V              | 6,4              |
| LTT 17897                              | M4 V              | 8,1              |
| LP 944-020                             | M9                | 8,2              |
| Зоря Тігардена                         | M6,5 V            | 8,7              |
| Лейтен 730-18 AB                       | M3 V / M3 V—VI    | 8,9              |
| G 99-44 (Gliese 223.2 або WD 0552-041) | DZ9               | 9,1              |
| Росс 614 AB                            | M4,5 Ve / M8 V    | 9,1              |
| Росс 47                                | M4 V              | 9,3              |
| Глізе 229                              | M1 Ve             | 9,8              |

## В культурі
- У Всесвіті «Зоряного шляху» система 40 Ерідана A є передбачуваним місцем розташування планети Вулкан, домівки раси вулканців. Хоча в жодному з телевізійних серіалів або кінофільмів місце розташування Вулкану не названо, і книга «Star Trek: Star Charts»[14] і Джин Родденберрі[15] вказують на цю систему. Крім того, заява командера Такера у серіалі «Зоряний шлях: Ентерпрайз», що Вулкан розташований за 16 св. р. від Землі, підтверджує цю точку зору, оскільки відстань від Сонця до 40 Ерідана A становить 16,45 св. р.
- У романі Володимира Савченка «За перевалом» розповідається, що П'ята зоряна експедиція виявила астероїдний пояс із антиречовини в системі білого карлика потрійної зорі омега Ерідана. Напевно, мається на увазі 40 Ерідана B.
- В останніх главах роману І. А. Єфремова «Туманність Андромеди» йдеться про підготовку й відправлення тридцять восьмої зоряної експедиції землян, спочатку планованої в систему Омікрон2 Ерідана для вивчення білого карлика. Дослідження останнього наші нащадки вважають настільки важливим, що від спрямування зорельота в цю систему не відмовляються навіть після появи більш значущих цілей — початку освоєння двох придатних для проживання планет, які обертаються навколо Ахернара (α Ерідана), і дослідження чужого зорельота, знайденого недалеко від Сонячної системи.
- В оповіданні Пола Мак-Оулі «Щури» (Rats of the System) дія відбувається в 40 Ерідана. В оповіданні використовується кратність системи, апарат штучного інтелекту займається астроінженерією: веде роботи, щоб змінити орбіту червоного карлика і зіштовхнути його з білим карликом[джерело?].
- У романі Вільяма Кіта[en] «Чорна речовина» (цикл «Зоряний авіаносець») в системі 40 Ерідана А існує землеподібна планета під назвою Вулкан. Це рідкість у космосі, оскільки життя на поверхні Вулкана базується на тих самих амінокислотах, що й життя на Землі.
- У романі Енді Вейра «Проєкт „Радуйся, Маріє“» з планети в системі 40 Ерідана відправлено експедицію до зорі Тау Кита. Біля цілі єдиний вцілілий член цієї експедиції зустрічає єдиного вцілілого члена експедиції людства з Землі. Вони знаходять спільну мову і разом вирішують проблему згасання зір у своїх материнських системах. Цікаве перехрещення культурних відсилань: обрана автором система у всесвіті «Зоряного шляху» — батьківщина планети Вулкан, в римській міфології Вулкан — бог вогню, покровитель ремесел і металургії, а планета в системі 40 Ерідана в романі має високі атмосферний тиск, температуру і гравітацію і її мешканці за багато в чому схожим із земним рівнем наукових знань мають значно розвиненіші знання в матеріалознавстві і технологіях створення та обробки матеріалів